# Reo latro
Reo latro là một loài nhện trong họ Mimetidae.
Loài này thuộc chi Reo. Reo latro được miêu tả năm 1979 bởi Brignoli.